# Матрица Лемера
Матрица Лемера — симметричная матрица {\displaystyle L^{n}}, определяемая для каждого {\displaystyle n>1} как:
{\displaystyle L_{ij}^{n}={\frac {{\mbox{min}}(i,j)}{{\mbox{max}}(i,j)}}}.
Названа в честь Деррика Лемера.
Каждая из матриц Лемера {\displaystyle L^{n}} является подматрицей {\displaystyle L^{n+m}} (то есть {\displaystyle L_{ij}^{n+1}=L_{ij}^{n}} для всех {\displaystyle i,j\leqslant n}). Значения элементов уменьшаются по мере удаления от главной диагонали; поскольку все элементы главной диагонали равны 1, то след {\displaystyle L^{n}} равен {\displaystyle n}.
Обратная к матрице Лемера матрица является трёхдиагональной, где наддиагональ и поддиагональ имеют строго отрицательные элементы.
Подматрица размерности {\displaystyle n\times n} обратной к матрице Лемера {\displaystyle L^{n+m}} совпадает с обратной к матрице {\displaystyle L^{n}} за исключением элемента с индексом {\displaystyle (n,n)}.
Матрицы Лемера размеров 2×2, 3×3 и 4×4 и обратные к ним:
{\displaystyle {\begin{array}{lllll}A_{2}={\begin{pmatrix}1&1/2\\1/2&1\end{pmatrix}}&A_{2}^{-1}={\begin{pmatrix}4/3&-2/3\\-2/3&{\color {BrickRed}\mathbf {4/3} }\end{pmatrix}}\\\\A_{3}={\begin{pmatrix}1&1/2&1/3\\1/2&1&2/3\\1/3&2/3&1\end{pmatrix}}&A_{3}^{-1}={\begin{pmatrix}4/3&-2/3&\\-2/3&32/15&-6/5\\&-6/5&{\color {BrickRed}\mathbf {9/5} }\end{pmatrix}}\\\\A_{4}={\begin{pmatrix}1&1/2&1/3&1/4\\1/2&1&2/3&1/2\\1/3&2/3&1&3/4\\1/4&1/2&3/4&1\end{pmatrix}}&A_{4}^{-1}={\begin{pmatrix}4/3&-2/3&&\\-2/3&32/15&-6/5&\\&-6/5&108/35&-12/7\\&&-12/7&{\color {BrickRed}\mathbf {16/7} }\end{pmatrix}}\\\end{array}}}